# Курашівці
Кура́шівці — село в Україні, у Мурованокуриловецькій селищній громаді Могилів-Подільського району Вінницької області. Населення становить 720 осіб.
До 2020 адміністративний центр Курашовецької сільської ради, котрій були підпорядковані села Посухів, Балківка, Дігтярка. Знаходиться за 15 км від адміністративного центру селищної громади Муровані Курилівці та за 18 км від залізничної станції Котюжани. Пам'ятна дата села Курашівці — 28 серпня, день села; день сел Посухів, Балківка, Дігтярка — 21 вересня.

## Землекористування
Загальна площа населених пунктів сільської округи становить 489,9 га, зокрема:
- Курашівці — 297,1 га
- Посухів — 165,9 га
- Дігтярка — 12,9 га
- Балківка — 14 га

Земельний фонд сільської ради становить 2 539,4 га, зокрема:
- землі новоутворених агроформувань — 1962,0 га
- запасу — 223,6 га
- резервного фонду — 231,6 га
- лісового фонду — 106,3 га
- водного фонду — 15,9 га

## Історія
Перша згадка про Курашівці відноситься до 1500 року, але люди жили тут с прадавніх часів.

### Неоліт
Археологічні розкопки свідчать, що перше поселення на території нинішнього села належить до доби пізнього неоліту, тобто 3 000 років до нашої ери. При археологічних розкопках знайдено 2 кременеві поліровані сокири довжиною 12,5 см, шириною 3,75 см, завтовшки 1 см.

### Річ Посполита
Згадки про село знаходилися в архівах і стародавніх записах у Кам'янці-Подільському, стосовно 1760 року. Цей архів загинув у пожежі 1994 року. Перша згадка про найдавніше поселення в цьому районі Поділля ведеться з 1500 року. Основа села була забудована по дорозі до с. Кривохижинці — «Зруби». У 90 верстах від Кам'янця-Подільського, на дорозі між Снітковом та Мурованими Куриловцями, лежить велике село — Курашівці. Селяни займалися землеробством, але головне заняття була робота з печами — «курилками», де вони робили мечі, списи, ножі, лопати. Людей цих називали «курашами», від чого і пішла назва села.
Навали татар змушували міняти місця поселення. На березі річки Голотавської серед густого лісу засновано було теперішнє село. Згодом на землі прийшла панська Річ Посполита. Пани продавали села, продавали людей. Так в 1550 році пан Миколай Язловецький продав село панові Юрію Копачинському за 150 злотих. У 1623 році Курашівці відійшли до пані Катаріни Богушевої. У 1662 році відомий процес між позивачами Копачинських та Яна Богуша про розподіл земель, де згадується і село Курашівці. Справа між позивачами була вирішена на користь пана Дзєдушицького. А в 1757 році брати Дзєдушицькі розділили свої володіннями на Поділлі. Домінік забрав собі села — Юрківці, Улляшівці, Хоньківці, Нагоряни, Погорілу, Біляни, Татариски, Курашівці. Тадеушу залишилось місто Яришів і села Слобідка та Лядава.

### Російська імперія
В 1797 році в селі мешкало 325 чоловіків, 363 жінки — українці православного вірування, хлібороби. У 1797 році в селі збудовано церкву святого «Успіння Пресвятої Богородиці», з допомогою поміщика Еразма Собанського, священика Луки Кардасевича та селян. До церковного приходу належав присілок Діхтярка. Великою цінністю церкви була чудотворна ікона Божої Матері. Містилася в чоторяруснім іконостасі, який в 1896 році був поновлений, священиком села Василем Соханевичем (1763—1780) від одного подорожнього із Афону. В часи колективізації ікона була викрадена, і місцезнаходження її дотепер не встановлено. У 1822 році володаркою села Курашівці стала Анна Буцька-Совєтнікова з Піхельштейнів. Після її смерті син Олексій Буцький у 1880 році продав село православному панові Сільванському Ананію Федоровичу.
Реформа 1861 року частково дала селянам бажану волю — доводилося платити податки за землю — 25 493 карбованців. Життя в селі проходило мирно і тихо. Управляли селянами брати Буцькі — Олексій та Федір. Панська садиба була запущена і поремонтувати її було вирішено за гроші селян. Наведемо матеріал викупу:

| «Вследствие отношения Подольського губернского исполкома по крестьянским делам присутствия от 23 марта 1868 г. за № 11232 препроводив в Могилевское казначейство засвидетельствованную копию расчетной ведомости по утвержденному выкупному акту имения помещиков с. Курашовец и приселка Дехтярка, Могилевского уезда, Алексея и Федора Буцких. Выкупные платежи с 1 сентября 1868 г. по 1869 г. – 8157 руб. 92 коп. Крестьяне обязаны отработать деньги, которые ввелись в казначейство». |

### Страйк 1905 року
У 1905 році в селі відбувся страйк. Був захоплений панський фільварок, наполовину спалений будинок, забрано землю. Але страйк носив стихійний характер і в червні 1905 року при допомозі війська був жорстоко придушений. Багатьох забрано в солдати, багатьох розстріляно.
На час 1908 року населення с. Курашовець становило 1 961 житель, із них 1 923 православних, 15 католиків, 23 єврея. Оскільки пани Буцькі були бездітні, по смерті панський будинок було викуплено Сільванським Анатолієм Федоровичем. Біля середнього ставу у великому парку височів його маєток, який потопав у фруктовому садку. Фільварок заново був відбудований. У пана було двоє дітей: дочка Олена, яка трагічно загинула під час прогулянки на коні, та син Жорж — у революційні події зник із села. Лишень частина селян мала худобу. Врожай становив 6—7 цнт/га. У березні більша частина дорослого населення залишала село, шукаючи заробітків. Йшли в Бессарабію, Херсон, Крим. Панські землі були на найкращих ґрунтах, а селянські — на найгірших. Звідси і пішли назви: «солонець» — погані солоні ґрунти, «кринички» — завжди мокро, «кучміни» — обробляли землю кучками, «дубина» — люди розкорчовували ліси для обробітку землі. Важка праця на цукроварнях, обробіток землі, виготовлення конопляного прядива на білизну та одяг, свиту, полотняні штани, постоли. Люди жили і працювали 3 дні на пана, а 3 дні на себе.
7 (20) листопада 1917 року, відповідно до Третього Універсалу Української Центральної Ради, увійшло до складу Української Народної Республіки.

### Комуна
Після жовтневого перевороту 1917 року пан Сільванський виїхав з села. Залишився один управитель, який згодом утік. Селяни першим розділили поле, яке має назву «Захват». Згодом до села повернулися колишні фронтовики: Петро Булега, Микита Савчук, Яким Кирилюк та ін. У 1920 році створено комітет незаможних селян (комнезам) — КНС. Голова — Яків Равлович Саміляк. Члени комітету: Сауляк Василь Федорович, Гричина Григорій Васильович, Власюк Варвара Іванівна, усього 153 члени. Згодом кількість їх зросла до 201. За національністю: 107 українців, 9 росіян, 78 євреїв, 4 поляки, 3 латиші.
У 1922 році було організовано комуну. До комуни увійшло 14 сімей: Якова Кушніра, Івана Савчука, Степана Власюка, Тимофія Овчарука та інших. Загони з Чорного яру під проводом Євгена Овчарука не давали спокою комунарам, перебили комуну села «Татариски». Комунари орали, сіяли, збирали невеликі врожаї, надавали допомогу бідноті. Держава допомагала комунарам.
У 1921 році створено партосередок і первинну комсомольську організацію. Секретар парторганізації — Яким Кирилюк. До бюро входили: Цуркан Тимофій, Мельник Параска, Кирилюк Іван, Лупа Єфрем, Овчарук Микита. Комсомольський осередок очолював Савчук Кифір Тарасович. Першими комсомольцями були: Гладкий Матвій Іванович, Мельник Олексій Іванович, Мисюк Онуфрій В., Савчук Кифір Тарасович, Саміляк Василь С., Поліщук Тодосій, Савчук Федір Іванович, Саміляк Михайло Якович. Комсомольці брали участь ліквідації неписьменності, в організації хати-читальні, сільського клубу. Першого голову сільської Ради — Прокіпа Чорного, не поділивши награбоване, задушили бандити-подільника і тіло вивезли в ліс. Головою став Яков Равлович Саміляк. Членами сільради були: Булега Петро, Печенюк Михайло Григорович, Ганущак Їлесь Андрійович, Боднар Григорій Іванович, Мельник Параска.
У 1928 році на базі комуни був створений колгосп «Іскра», 3 280 га землі, у том числі 2 522 га орної. Першими колгоспниками були: Покляцький Кость, Григораш Микола, Сауляк Кость Филимонович, Гринчук Филимон, Овчарук Микита Григорович та ін. Радянською владою було розкуркулено багато сімей: Халуп'яка Андрія, Халуп'яка Мильона, Кравця Івана, Печенюка Степана та ін. Їх скарбом зміцнювався колгосп «Іскра».

### Голодомор 1933 року
Страшний голодомор 1933. Був то голод штучний, масовий сталінський геноцид, свідомо спрямований на загублення українського народу. У селі лютував голод. Люди мерли цілими сім'ями, літом, весною їли буряки, лободу, коли цього не стало — їли собак, котів, різних пташок, згодом почалося найстрашніше — канібалізм. Хоронили маленьких дітей разом з померлими батьками. Загинуло більше як 350 чоловік. На цвинтарі, на горбочках без хрестів, встановлено хрест як пам'ять того страшного лиха. В 1936 році за вказівкою органів та за підписами 36 односельчан у Курашівці була зруйнована церква.

### Друга світова війна
Район був окупований нацистами 17 липня 1941 року. У перші дні окупації створили концтабір. 21 серпня 1941 року нацисти вивели з табору 1500 людей єврейської національності і в лісі розстріляли. Загалом загинуло понад 2000 осіб.
На території району в лісах утворювались партизанські загони, у Михайлівському лісі був штаб. Помилково були скинуті зброя і радистка, яку повісили, у лісі близ села. Серед партизан були односельчани: Лубов Г. Є., Власюк В. І., Гончарук І. М., Шевчук Ф. О., Саміляк Д. О.
Село в березні 1944 року визволяли воїни:
- 240-ї стрілецької дивізії, 2-го Українського фронту під командуванням Героя Радянського Союзу полковника Уманського Т. Ф.,
- 133-ї стрілецької дивізії — Казашвілі Ф. П., був смертельно поранений,
- 237-ї стрілецької дивізії — полковник Пархоменка М. З.,
- 500-го батальйону 159-го укріпрайону — майор Сотніков І. П.

Найбільше постраждала частина села «Боцурівка». У селі Посухів розбомбили церкву разом із людьми, які там заховалися. 25 березня 1944 року було визволено районний центр. 179 чоловіків не повернулися до своїх домівок з війни. На ознаменування їх подвигу у самому центрі села зведено пам'ятник загиблим односельчанам, на плитах якого викарбувано прізвища.

### Повоєнні роки
У важкі повоєнні роки 1946—1947 на селі залишилися лише старі, вдови з малими дітьми. В колгоспі техніки не було, орали коровами, сіяли вручну, вирощували малі врожаї пшениці і буряка. В 1947 році почався голод, люди їхали в Молдавію, Західну Україну, Польщу, міняти своє добро на хліб, все віддавали за 3—4 кг. Мерзлу картоплю перетирали і пекли хліб, пиріжки, варили макарони. У селі працювали вчительки, медсестри, доярки, ланкові, трактористки, птахівниці, в'язальниці — їх імена розгубилися на переломах історії, але саме вони робили добробут, годували країну, заповнювали засіки добірним зерном.
1948 рік. Колгосп взяв позики в держави. Врожайність зернових культур в середньому була 11 цнт/га. У тваринництві було 65 корів, 280 свиней, 50 голів овець, крім того, ще 670 овець чорнокаракулевої породи, робочих коней 50 пар, волів 40 пар. Колгосп обслуговувала Кривохижинецька МТС (2 ХТЗ, 2 «Універсали»). 1951 рік став переломним роком у рільництві і тваринництві. Цукрові буряки вирощували до 200 цнт/га. На той час було 140 корів, надій молока становив 3100 кг на корову. Була у колгоспі молотарка. Хліб до молотарки підвозили кіньми, волами. Орали вже кіньми, волочили теж кіньми, механізатори працювали в дві зміни. У 1957 році за 1 сотку городу платили 0,87 коп. Примусово, заради «плану», здавали з кожного двору м'ясо, молоко, яйця, вовну. Славилося село своїми працьовитими ланковими: Ганущак Є. І., Григораш П. І., Дончак Є. В., Дячук М. М., Мельник М. О. та багатьма іншими.
У 1961 році об'єдналися села: Курашівці та Снітків. Центром стало останнє. Проте в січні 1962 року Курашовецький колгосп виходить з об'єднання зі Снітківським господарством і стає окремою ланкою району. За тих часів гаслом було «Кукурудза — королева полів». Хліб випікали не з самої пшениці, а наполовину з горохом і кукурудзою — сурогат. Спочатку давали в одні руки одну буханку, згодом більше. У 1964 році відмінили ряд податків, збільшили оплату праці, ввели пенсію колгоспникам-пенсіонерам. Спочатку 12 карбованців, потім 23, 36, 40 крб.
За головування Наконечного О. П., наприкінці XX століття колгосп було перейменовано на колективне сільськогосподарське підприємство — КСП «Урожай». Та воно недовго протрималося і розвалилося.

## Незалежна Україна
12 червня 2020 року, відповідно до Розпорядження Кабінету Міністрів України № 707-р «Про визначення адміністративних центрів та затвердження територій територіальних громад Вінницької області», увійшло до складу Мурованокуриловецької селищної громади.
19 липня 2020 року, в результаті адміністративно-територіальної реформи та ліквідації Мурованокуриловецького району, село увійшло до складу новоутвореного Могилів-Подільського району.

## Голови колгоспу «Іскра»
- ?—1955 — Марецький Петро Микитович
- 1955—1958 — Шевчук Федір Остапович
- 1958—1964 — Кушнір Д. М.
- 1964—1969 — Томашевський М. В.
- 1969—1982 — Смутчак В. Я.
- 1982—2000 — Наконечний О. П.
- 2000 — сьогодення — Григораш Іван Васильович

## Відомі уродженці села
Село дало багато знаменитих людей — лікарів, військових, вчителів, науковців, письменників.
- Печенюк Надія Михайлівна — заслужений лікар України;
- Савчук (Саранчук) Ніна Володимирівна — заслужений лікар, пропрацювала 45 років на фельшерсько-акушерському пункті, ветеран праці
- Чепелюк Ганна Михайлівна — молода доярка, у 1976 році надоїла на фуражну корову по 4 114 кг молока і була нагороджена орденом Леніна, однак не одержала його через трагічну загибель;
- Мельник Володимир Кононович — письменник, член Спілки письменників України з 1953 року;
- Дятчук Валентина Володимирівна — кандидат філологічних наук, колись працювала ветфельдшером у колгоспі «Іскра»;
- Морозова Наталія Іванівна — заслужений працівник культури України, директор Вінницької обласної універсальної бібліотеки ім. К. А. Тімірязєва, доцент Вінницького інституту МАУП;

Ціла плеяда військових, що дослужилися до високих чинів:
- Григораш Іван Якович — в чині полковника працював у Генеральному штабі України;
- Онуфрійчук Микола Іванович — полковник, брав участь у війні в Афганістані;
- Боднар Гаврила Макарович — полковник, заступник начальника кафедри ВПА ім. Леніна
- Боднар Микола Макарович — підполковник, начальник штабу частини;
- Власов Василь Іванович — підполковник;
- Власов Василь Якович — підполковник;
- Гикавчук Микола Микитович — підполковник;
- Дятчук Володимир Васильович — підполковник;
- Дятчук Віктор Володимирович — закінчив Військову інженерну академію в Санкт-Петербурзі, працював в Генеральному штабі Міністерства оборони СРСР, викладачем у військовому училищі;
- Кирилюк Петро Іванович закінчив військову академію, працював у Генеральному штабі Міністерства оборони СРСР;
- Мельник Володимир Миколайович — закінчив Київське вище військове училище, де і працює;
- Онуфрійчук Андрій Іванович — підполковник, продовжує військову службу в Росії;
- Савчук Михайло Іванович — закінчив вище Бакінське училище, працює в Прибалтиці;
- Цуркан Іван Гаврилович — підполковник, закінчив Ульянівське танкове училище, 27 років відслужив в лавах радянської армії
- Шевчук Петро Петрович — підполковник, командир ракетної частини.
- Новіцкас Володимир Олексійович (1998—2022) — старший солдат Національної Гвардії ЗСУ, учасник російсько-української війни.

## Культура
У селі працює клуб, бібліотека. Дитячий садок розібрали, а колись народжуваність була 45 дітей на рік. Воїнам-односельцям, які загинули на фронтах Другої світової війни, споруджено пам'ятник. У 1958—1960 роках силами колгоспу, сільської ради, громадськості села було побудовано Будинок культури — Кухарик Г. О. став його директором. Закладено парк перед клубом. Секретарем комсомольської організації тоді був Шевчук Іван Северянович. Комсомольці з лісу носили саджанці лип та сосен. Багато корисної роботи було на рахунку комсомольської організації. В урочищі Жвану били каміння, вантажили, возили машинами для будівництва дороги через село, допомагали колгоспу під час весняної та осінньої робіт під час жнив. На гарному рівні завжди була й художня самодіяльність. Завідувач бібліотеки Овчарук Г. Р. та директор Будинку культури робили все можливе для відпочинку колгоспників.
В селі є багато умільців різьби по дереву, малювання, вишивання, плетіння тощо. Саме вишивка найпоширеніший вид народної художньої творчості. Найпопулярнішою була вишивка калини, нею вишиті подушки, скатертини, серветки, рушники, блузи. Роботи ткаль Гринчук Ганни Ананіївни і Григораш Марії Петрівни демонструвались на Всесвітній виставці в Монреалі.
Багато в селі співаків, які залюблені в українську пісню. Ведуча всіх концертів та вечорів Джерук А. С. та акомпаніатор Григораш Л. П.

## Освіта
В селі є восьмирічна школа. Початок школі був закладений ще з середини XIX століття. При допомозі священика Аристарха Кардасевича була заснована церковно-приходська школа. 1861—1869 роки були найкращим періодом в історії школи. Особливо славився церковний хор. У свята Різдва Христового, Паски, Водохреща хористи ходили по селу, співали церковні пісні, збирали приношення. Селяни давали по рублю, а поміщик 10 руб. Діти співали на освяченні Котюжанської волості й одержали за це 25 руб. Гроші йшли на ремонт школи і на одежу. Приймалися діти в школу, яким виповнилося 12 років. Старші діти займалися з молодшими під наглядом священика, котрий і був головним учителем. З 1869 починається занепад. Хор розпався. Із введенням нових правил священник Кардасевич спромігся випросити у селян трохи грошей на забудову нової школи. Селяни кілька разів збиралися, але грошей було мало, навіть тоді, коли училищна рада дала 50 руб. Селяни боялися великих податей на утримання школи. І все ж таки в 1888—1889 роках нова школа була побудована. Приміщення довжиною 25 аршин, шириною — 15. Одна половина кімнати була для навчання, друга — для вчителів. Навчалося в школі 30 учнів. Таким чином, Курашовецька церковно-приходська школа, одна з найстаріших шкіл єпархії, почала працювати. У школі ввели установну грамоту. За подій 1905 року школа занепала, з 1867 жителів навчалося лише 30—40 дітей, лишей окремі діти могли писати і читати.
1 січня 1927 року почала працювати трудова школа комуни. У школі навчалось 87 дівчаток і 18 хлопчиків. Співробітниками школи на той час були: Мельник Степан І. — завідувач, Мельник Ніна Ф., Лупа Єфрем.

## Галерея

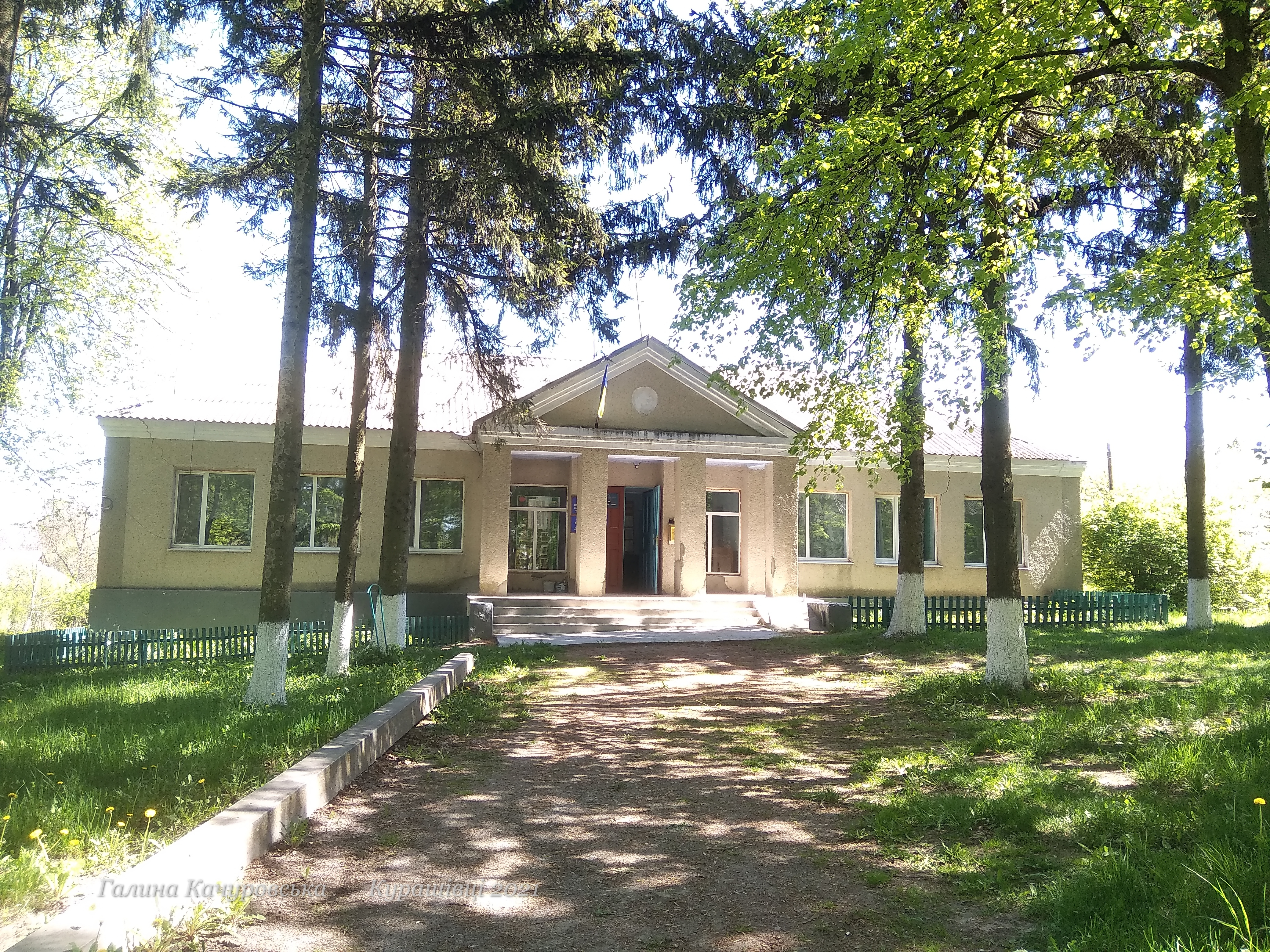
Курашовецька сільська рада
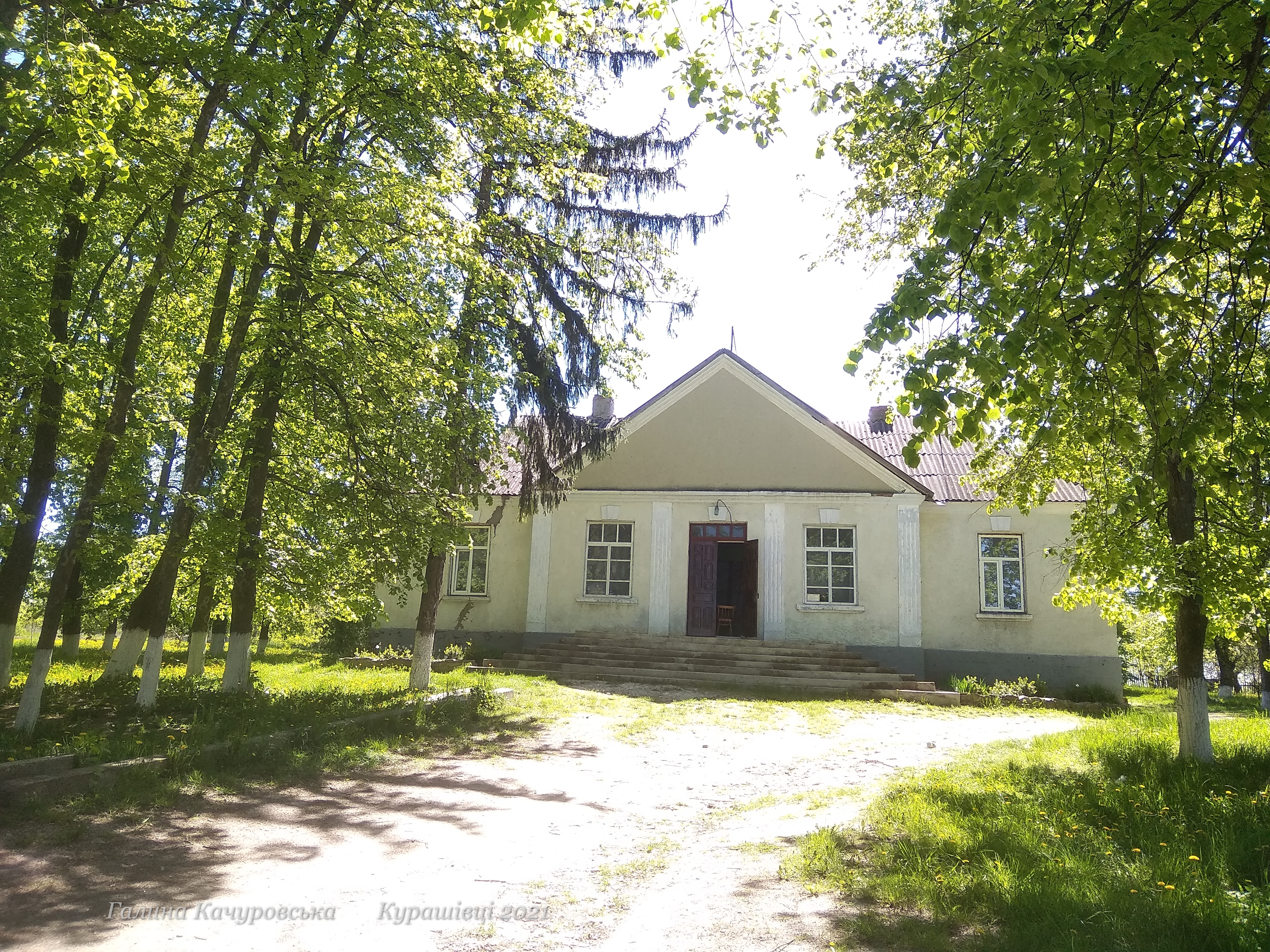
Будинок культури
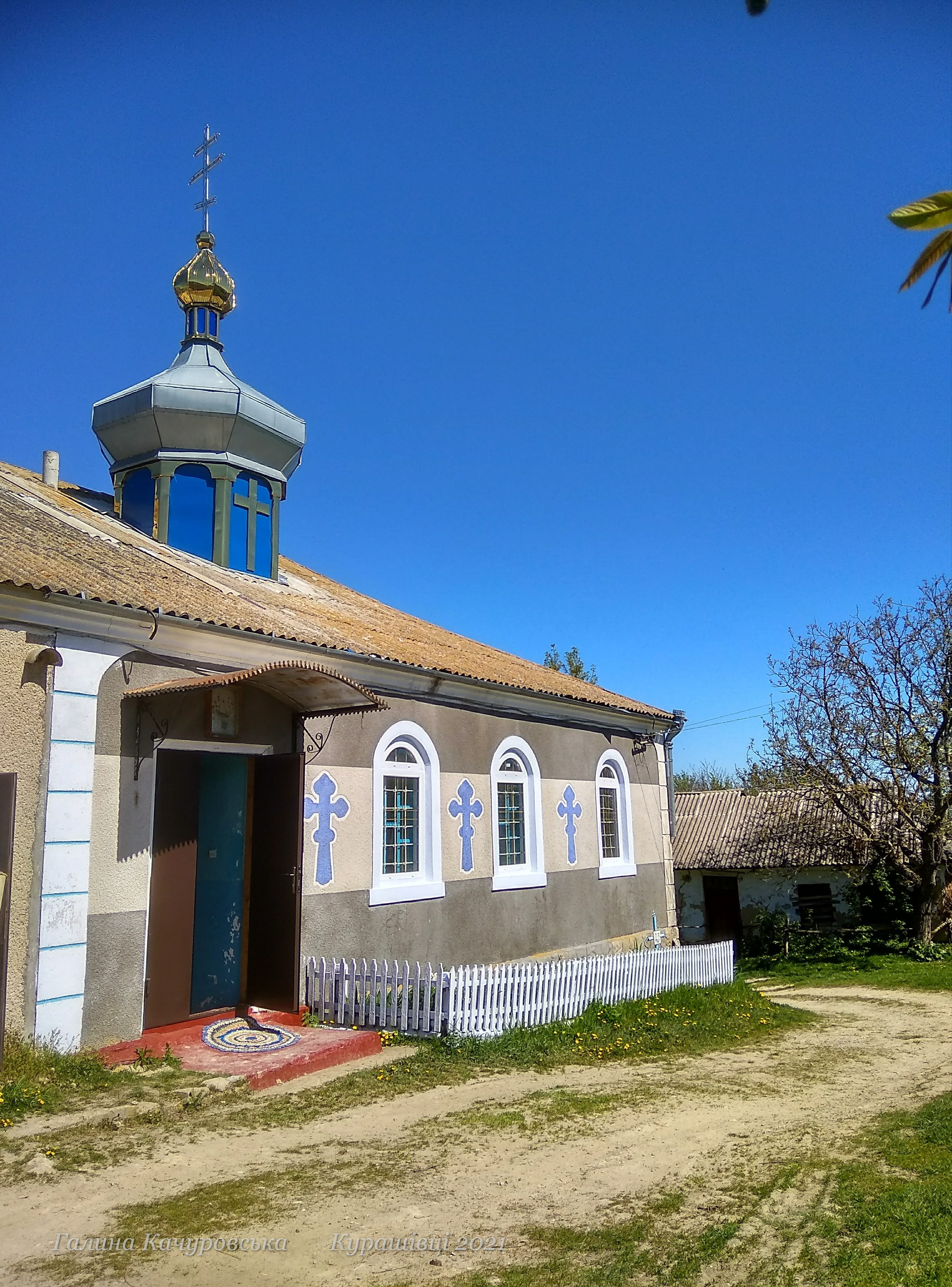
Свято-Успенська церква
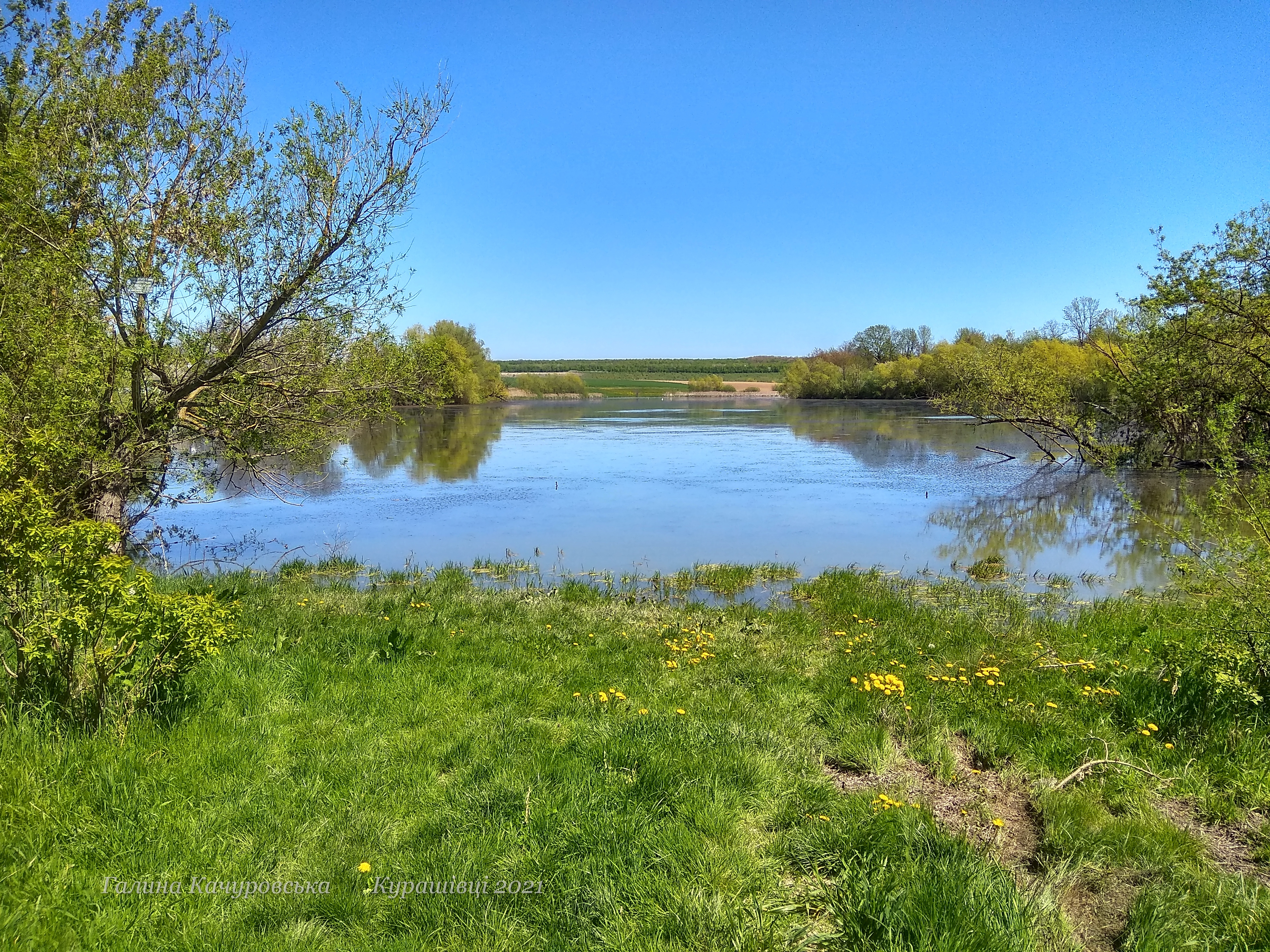
Ставок